# Агентство Стефани
Агентство Стефани (итал. Agenzia Stefani) — первое итальянское информационное агентство, основанным Гульельмо Стефани 26 января 1853 года.

## История

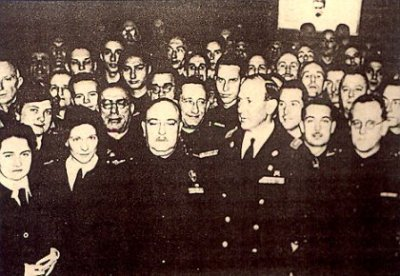
Некоторые репортеры Стефани в римской редакции во времена фашизма. На переднем плане в центре президент Манлио Морганьи

Агентство частной телеграфии — Стефани было основано 26 января 1853 года в Турине Гульельмо Стефани, венецианским директором Официальной газеты Королевства Сардиния, при поддержке Камилло Кавура.
При правительстве Кавура агентство получило большие преимущества благодаря государственному финансированию (держалось в секрете, поскольку Альбертинский статут запрещал привилегии и монополии частным лицам), в то время как независимая пресса страдала от ограничений свободы печати. Агентство Стефани, приняв почти монопольное положение, стало государственным инструментом контроля над основными источниками информации в Королевстве Сардиния.
После смерти Гульельмо Стефани в 1861 году, агентство вступило в сотрудничество с британским агентством Рейтери с французским Havas. Последнее, первое информационное агентство в мире и в то время находившееся на подъёме, приобрело 50% акций Агентства Стефани в 1865 году.
Официальный источник информации правительства Савойи, Стефани освещало перенос столицы Италии из Турина во Флоренцию в 1865 году и из Флоренции в Рим в 1871 год.

### Руководство Фридлендера
В 1881 году руководство взял на себя Этторе Фридлендера, которому будет суждено работать там в течение 37 лет. Под руководством Фридлендера агентство было постоянно близко к правительству. Министерство внутренних дел фактически предоставило агентству большие уступки, чтобы воспрепятствовать любой конкуренции. Кроме того, правительство позаботилось о том, чтобы независимая пресса была вынуждена использовать Стефани в качестве источника. Благодаря установленному таким образом монопольному положению Агентство Стефани смогло установить высокие тарифы на газеты, которым оно предоставляло услуги.
Агентство освещало все главные события конца века: от катастрофической войны в Африке до скандала с Banca Romana, от народных восстаний 1898 года и репрессивных действий правительства Пеллу до убийства короля Умберто I, от ливийской войны до случайных сдвигов в международных блоках, предшествовавших Первой мировой войне.
В последнее десятилетие XIX века Франческо Криспи способствовал разрыву с Гавасом, обвиненным в распространении ложных или тенденциозных новостей, направленных на поддержку внешней политики Франции. Таким образом, было подписано соглашение о взаимном обмене с немецким Continentalen, австрийским Correspondenz-Bureau и с Рейтер, чтобы позволить различным правительствам контролировать и подвергать цензуре, в случае необходимости, новости из-за рубежа.
Во время Первой мировой войны Агентству Стефани было предоставлено исключительное право распространять донесения Генерального штаба армии, а в 1920 году было заключено соглашение с правительством, по которому на него была возложена задача распространения официальной информации среди прессы, префектов и государственных офисов. Во исполнение соглашения назначения директора и главных иностранных корреспондентов с этого момента представлялись на утверждение правительства. В следующем году с Havas было подписано новое соглашение, позволяющее получать доступ к информации из США, Латинской Америки и Парижа.

### Руководство Морганьи
После прихода к власти, Бенито Муссолини осознал потенциальную полезность такого инструмента и 8 апреля 1924 года передал агентство Стефани под контроль участника Сансеполькрисмо Манлио Морганьи, который за короткое время превратил его в голос фашистского правительства Италии и за рубежом.
Моё первое утреннее чтение — свежий выпуск Стефани. Кроме того, я часто и охотно лично встречаюсь с Морганьи.Бенито Муссолини
В 1924 году агентство насчитывало 14 итальянских отделений, 160 корреспондентов из Италии и 12 из-за границы, которые обрабатывать каждый день в среднем 165 входящих и 175 исходящих сообщений. Во время правления Морганьи агентство пережило такой рост, что в 1939 году насчитывалось 32 итальянских офиса и 16 зарубежных, со штатом из 261 корреспондента в Италии и 65 за границей, которые выполняли в среднем 1270 входящих запросов каждый день и 1215 исходящих.
Узнав об аресте Муссолини, 26 июля 1943 года Манлио Морганьи покончил с собой.

### Социальная республика и АНСА
С приходом Итальянской социальной республики Агентство Стефани стало государственной собственностью; штаб-квартира была перемещена в Милан под руководством Луиджи Бардзини — старшего. Его последний директор, Эрнесто Дакуанно, был расстрелян в Донго вместе с прочими герархами партии, сопровождавшими Бенито Муссолини в его попытке побега. Окончательно Агентство Стефани было распущено 29 апреля 1945 года; техническая и организационная структура агентства фактически была передана и использовалась недавно сформированным АНСА.
В 2005 году торговая марка «Agenzia Stefani» был передана в собственность Ордена журналистов и возобновило издание в качестве еженедельного информационного журнала, редактируемого Орденом журналистов в Болонье.

## Руководство

### Директоры
- с 1853 по 1861 год: Гульельмо Стефани[итал.];
- с 1861 по 1865 год: Раймондо Бренна;
- с 1865 по 1873 год: Карло Микеле Бускалиони;
- с 1873 по 1881 год: Джироламо Стефани (сын основателя);
- с 1881 по 1918 год: Этторе Фридлендер;
- с 1918 по 1920 год: Сальваторе Мастроджованни;
- с 1920 по 1939 год: Джованни Каппеллетто;
- с 1939 по 1940 год: Карло Каманья;
- с 1941 по 23 сентября 1943 года[9]: Роберто Сустер;
- с 1943 по июнь 1944 года: Орацио Марчеселли;
- с июня 1944 по 1945 год: Эрнесто Дакуанно[итал.].

### Президенты
В 1920 году Агентство Стефани было преобразовано в анонимное акционерное общество.
- с 1920 по апрель 1924 года: Пио Пьячентини (зять Гульельмо Стефани);
- с апреля 1924 по июль 1943 года: Манлио Морганьи;
- с 14 января по 11 марта 1944 года: Адельфо Лучани;

В марте 1944 года агентство перешло во владение Министерства народной культуры. С тех пор пост президента стал всего почётной должностью.
- с 12 марта 1944 по 1945 год: Луиджи Бардзини.